# Uroctea paivani
Uroctea paivani är en spindelart som först beskrevs av John Blackwall 1868.  Uroctea paivani ingår i släktet Uroctea och familjen Oecobiidae. Inga underarter finns listade i Catalogue of Life.